# Savez Američkog Fudbala Srbije
Savez Američkog Fudbala (serb. Савез Америчког Фудбала, dt. serbischer American-Football-Verband) wurde 2004 gegründet, um als Gremium zwischen den Teams, die sich im Ligaverband organisiert haben, und denen, die sich noch im Aufbauprozess befinden und demnach noch nicht im regulären Ligabetrieb gegeneinander konkurrieren, zu koordinieren.
Savez Američkog Fudbala setzt sich aus folgenden Institutionen zusammen:
- Die Versammlung, in die jedes Team, unabhängig davon, ob es im regulären Spielbetrieb aktiv ist oder nicht, drei Vertreter entsendet.
- Der Vorstand, der aus einer nicht weiter festgelegten Anzahl von Mitgliedern besteht. In den Vorstand entsendet jedes Team jeweils einen Vertreter, der das Vertrauen des Vereins genießt und dementsprechend mit weitreichenden Entscheidungsbefugnissen ausgestattet ist. Entscheidungen, die sich auf den Ligabetrieb beziehen, können nur von den Teams gefällt werden, die auch tatsächlich selbst in der Liga spielen.
- Der Aufsichtsrat schließlich besteht aus drei Mitgliedern, die von den Mannschaften aufgestellt und von der Versammlung gewählt werden.

2010 fusionierte er mit dem Srpska Asocijacija Američkog Fudbala zu einem gesamtserbischen Verband.

## Aufgabe und Ziele
- Aufbau und Förderung des American Football in Serbien.
- Mitgliedschaft in internationalen Verbänden.
- Bildung einer Schiedsrichter-Organisation für die qualifizierte Aus- und Weiterbildung.
- Beschaffung und Bereitstellung von Geräten für den Trainings- und Spielbetrieb oder eben Ausrüstung.
- Bildung einer Nationalmannschaft und der entsprechenden Gremien.
- Aufsicht und Richtinstanz über den Ligabetrieb.
- Unterstützung der sich im Aufbau befindenden Teams.

## Mitglieder
- Beograd Blue Dragons
- Beograd Vukovi
- Čačak Angel Warriors
- Indjija Indians
- Jagodina Ćurani
- Jagodina Strawberry Celts
- Klek Knights
- Kragujevac Wild Boars
- Kraljevo Royal Crowns
- Mladenovac Forestlanders
- Niš Imperatori
- Novi Kneževac Grofovi
- Novi Sad Dukes
- Obrenovac Sky Thunders
- Pančevo Panthers
- Požarevac Outlaws
- Sirmium Legionaries
- Smederevo Bedemi
- Sombor Celtis
- Šabac Sharks
- Vrbas Hunters
- KAF Vršac